# Liściolotnik
Liściolotnik (Phyllops) – rodzaj ssaków z podrodziny owocnikowców (Stenodermatinae) w obrębie rodziny liścionosowatych (Phyllostomidae).

## Zasięg występowania
Rodzaj obejmuje jeden żyjący współcześnie gatunek występujący na obszarze Kuby, Kajmanów i Haiti.

## Morfologia
Długość ciała 55–65 mm, ogon niewidoczny, długość przedramienia 40–48 mm; masa ciała 16–23 g.

## Systematyka
Rodzaj zdefiniował w 1865 roku niemiecki zoolog Wilhelm Peters w artykule poświęconym nowym taksonom nietoperzy, opublikowanym na łamach Monatsberichte der Königlichen Preussische Akademie des Wissenschaften zu Berlin. Peters wymienił dwa gatunki – Phyllostoma personatum J.A. Wagner, 1843 (nomen dubium) i Phyllostoma (Artibeus?) albomaculatum Gundlach, 1861 (= Arctibeus falcatus J.E. Gray, 1839) – z których gatunkiem typowym jest Phyllostoma (Artibeus?) albomaculatum Gundlach, 1861 (= Arctibeus falcatus J.E. Gray, 1839) (liściolotnik sierpowaty).

### Etymologia
Phyllops (Philops): gr. φυλλον phullon ‘liść’; ωψ ōps, ωπος ōpos ‘wygląd, oblicze’.

### Podział systematyczny
Do rodzaju należy jeden występujący współcześnie gatunek:
- Phyllops falcatus (J.E. Gray, 1839) – liściolotnik sierpowaty

Opisano również dwa gatunki wymarłe z czwartorzędu Kuby:
- Phyllops silvai Suárez & Díaz Franco, 2003[10]
- Phyllops vetus Anthony, 1917[11]